# 玉井信博
玉井 信博（たまい のぶひろ、1949年9月7日 - ）は、愛媛県松山市出身の元プロ野球選手（投手）。読売ジャイアンツ、太平洋クラブライオンズ、クラウンライターライオンズ、西武ライオンズに所属した。

## 来歴

### プロ入り前
松山商では2年生の時、エース西本明和を擁し1966年夏の甲子園に出場。決勝で中京商に敗れ準優勝にとどまるが、自らの出番はなかった。この大会の予選では北四国大会準決勝で高松商と対戦、大差がついたこともあり西本をリリーフして登板している。エースとして同年の秋季四国大会決勝に進み、原秀樹のいた新居浜商を降し優勝。翌1967年春の選抜に出場するが、1回戦で桐生高に敗退。同年夏も甲子園予選北四国大会決勝に進むが、村上真二のいた今治南高に敗れ甲子園出場を逸する。
同年のドラフト11位で大洋ホエールズに指名されるがこれを拒否、東洋大学に進学。東都大学野球リーグでは、1970年から会田照夫、内田正美（電電東京）の後継として投手陣の中軸となり、同年秋季リーグで6勝3敗4完封を記録して一躍注目を浴びる。しかし翌年は打ち込まれ1勝14敗、スランプが続いた。リーグ通算7勝19敗。
1971年ドラフト7位で読売ジャイアンツに指名されるが、これを保留し三協精機に入社。1972年の都市対抗は1回戦で先発、小西酒造を相手に好投するが0-1で惜敗した。その後に一年遅れで巨人に入団。

### 現役時代
1973年にイースタン・リーグの最多勝を獲得。
1974年には、開幕第3戦に先発で起用されヤクルトから初完投勝利。4月14日には広島の佐伯和司に投げ勝ち初完封を飾る。同年は夏場に失速するが6勝をあげた。
1975年にも2完封を記録するなど徐々に実績を積み重ねていたが、同年オフ、加藤初、伊原春樹との交換トレードで関本四十四と共に太平洋に移籍。
1976年は規定投球回（24位、防御率4.43）に達したものの、3勝13敗と大きく負け越した。
1977年も先発として起用されるが成績は伸びず、球団の所沢移転後は登板機会がなくなる。
1980年限りで現役引退。2020年現在、選手として巨人と西武の両方で最下位を経験した唯一の選手である。

### 引退後
引退後は西武で打撃投手（1981年 - 1997年）・スコアラー（1998年 - 2016年）を務めた。
2017年からは母校・東洋大の投手コーチに就任し、同年春からの東都大学リーグ3連覇に貢献。
2018年秋季こそ優勝を逃したが、上茶谷大河、甲斐野央、梅津晃大らがドラフトの目玉に急成長した。

## 選手としての特徴
右スリークォーターからの重い速球が武器であり、シュート、カーブ、スライダーを持ち球とするが、連打を浴びるクセがあった。
本人は「シュートには自信があったが、カーブのコントロールが良くなかった。その為、カーブが上手くコントロール出来ていれば押さえられるが、良くない時は打順が２回り目を過ぎると打たれていた」と語っている。

## 詳細情報

### 年度別投手成績
| 年 度     | 球 団           | 登 板 | 先 発 | 完 投 | 完 封 | 無 四 球 | 勝 利 | 敗 戦 | セ 丨 ブ | ホ 丨 ル ド | 勝 率 | 打 者 | 投 球 回 | 被 安 打 | 被 本 塁 打 | 与 四 球 | 敬 遠 | 与 死 球 | 奪 三 振 | 暴 投 | ボ 丨 ク | 失 点 | 自 責 点 | 防 御 率 | W H I P |
| --------- | --------------- | ----- | ----- | ----- | ----- | -------- | ----- | ----- | -------- | ----------- | ----- | ----- | -------- | -------- | ----------- | -------- | ----- | -------- | -------- | ----- | -------- | ----- | -------- | -------- | ------- |
| 1973      | 巨人            | 7     | 1     | 0     | 0     | 0        | 0     | 1     | --       | --          | .000  | 64    | 14.1     | 13       | 2           | 6        | 0     | 0        | 6        | 0     | 0        | 11    | 8        | 5.14     | 1.33    |
| 1974      | 巨人            | 23    | 13    | 3     | 1     | 0        | 6     | 4     | 0        | --          | .600  | 367   | 84.1     | 92       | 10          | 26       | 4     | 3        | 35       | 0     | 0        | 45    | 34       | 3.64     | 1.40    |
| 1975      | 巨人            | 13    | 8     | 3     | 2     | 0        | 3     | 4     | 0        | --          | .429  | 238   | 58.0     | 46       | 9           | 23       | 2     | 3        | 24       | 0     | 0        | 22    | 20       | 3.10     | 1.19    |
| 1976      | 太平洋 クラウン | 26    | 17    | 5     | 0     | 1        | 3     | 13    | 2        | --          | .188  | 558   | 132.1    | 137      | 13          | 28       | 2     | 6        | 49       | 0     | 0        | 67    | 65       | 4.43     | 1.25    |
| 1977      | 太平洋 クラウン | 22    | 14    | 4     | 0     | 0        | 1     | 8     | 0        | --          | .111  | 402   | 90.2     | 114      | 10          | 21       | 1     | 4        | 36       | 1     | 0        | 53    | 49       | 4.85     | 1.49    |
| 1978      | 太平洋 クラウン | 12    | 2     | 0     | 0     | 0        | 0     | 1     | 0        | --          | .000  | 95    | 19.0     | 32       | 5           | 7        | 0     | 2        | 9        | 1     | 0        | 18    | 16       | 7.58     | 2.05    |
| 通算：6年 | 通算：6年       | 103   | 55    | 15    | 3     | 1        | 13    | 31    | 2        | --          | .295  | 1724  | 398.2    | 434      | 49          | 111      | 9     | 18       | 159      | 2     | 0        | 216   | 192      | 4.33     | 1.37    |

- 太平洋（太平洋クラブライオンズ）は、1977年にクラウン（クラウンライターライオンズ）に球団名を変更

### 記録
- 初登板：1973年4月14日、対ヤクルトアトムズ1回戦（後楽園球場）、5回表から2番手で救援登板、1回0/3を3失点
- 初先発登板：1973年9月26日、対中日ドラゴンズ24回戦（後楽園球場）、5回1/3を5失点で敗戦投手
- 初勝利・初先発勝利・初完投：1974年4月7日、対ヤクルトスワローズ3回戦（後楽園球場）、9回2失点
- 初完封：1974年4月14日、対広島東洋カープ2回戦（広島市民球場）
- 初セーブ：1976年6月2日、対日本ハムファイターズ前期8回戦（後楽園球場）、9回裏から5番手で救援登板・完了、1回無失点

### 背番号
- 47 （1973年）
- 24 （1974年 - 1975年）
- 11 （1976年 - 1978年）
- 36 （1979年 - 1980年）
- 86 （1981年）
- 95 （1982年 - 1991年）
- 02 （1992年 - 1998年）